# Ronald Rawson
Ronald Rawson (17. juni 1892 i Kensington – 30. marts 1952 smst) var en britisk bokser som deltog i de olympiske lege 1920 i Antwerpen.
Rawson blev olympisk mester i boksning under OL 1920 i Antwerpen. Han vandt en guldmedalje i vægtklassen, sværvægt, da han i finalen besejrede danske Søren Petersen.